# European Advertising Standards Alliance
La European Advertising Standards Alliance (Alianza Europeas de Normativas Publicitarias) es una organización sin ánimo de lucro, fundada en 1992 con sede en Bruselas, que sirve como sistema de coordinación de reclamaciones transfronterizas. La tendencia es de abarcar todos los países que sean posibles, saliendo de las fronteras europeas. Actualmente a través de la EASA se puede denunciar cualquier publicidad a nivel mundial.
La EASA no está encargada de resolver controversias, sirve como el punto de coordinación para pasar una reclamación de un organismos de regulación a otro. En el caso de España, primero se debe pasar por la Asociación para la Autorregulación de la Comunicación Comercial, quien se lo enviará a la EASA, quien decidirá a que organismo de autorregulación se lo remitirá.

## Funciones
- Apoyar y promover la autorregulación en Europa
- Coordinar la tramitación de reclamaciones transfronterizas
- Difundir el conocimiento sobre la autorregulación
- Facilitar la creación
- Sustentar y apoyar la consolidación de los mecanismos de reciente creación

EASA basa su labor en el documento de la declaración de principios comunes y buenas prácticas.

## Reclamaciones transfronterizas
Las reclamaciones transfronterizas son las realizadas a comunicaciones comerciales de un país por una persona de ese mismo país, pero que es responsable una entidad establecida en otro. Este soste,a se basa en dos principios propios del Derecho Comunitario:
- El principio del País de Origen: Un anuncio debe cumplir las normas del país donde esté ubicado, o en el caso de internet, donde esté establecido el anunciante.
- El principio de Reconocimiento Mutuo: Los organismos de autorregulación aceptan, en la medida de lo posible, las normas éticas y deontológicas publicitarias de otros Estados miembros, incluso si esas no son idénticas a las suyas.